# Il signor Ministro li pretese tutti e subito
Il signor Ministro li pretese tutti e subito è un film del 1977 di Sergio Grieco girato a Cagli nelle Marche.

## Trama
In un paese di montagna, Rovignano, spadroneggiano un gruppo di corrotti, alcuni dei quali occupano posti rilevanti nell'amministrazione pubblica.
Le condizioni sembrano cambiare con l'annuncio dell'imminente arrivo del Ministro delle Finanze che si rivelerà essere invece alla fine
un assicuratore di una fantomatica agenzia il cui titolare si chiama Salvatore Ministro.
Santin, l'assicuratore saprà, con la complicità di Doris, donna di servizio del sindaco, sfruttare a proprio vantaggio la situazione che si è venuta a creare all'insaputa del paese, del primo cittadino e della giunta comunale. L'inganno viene scoperto troppo tardi, quando ormai i due sono fuggiti con i soldi delle polizze, fatte firmare al sindaco e agli altri loschi e corrotti individui.